# Martinair

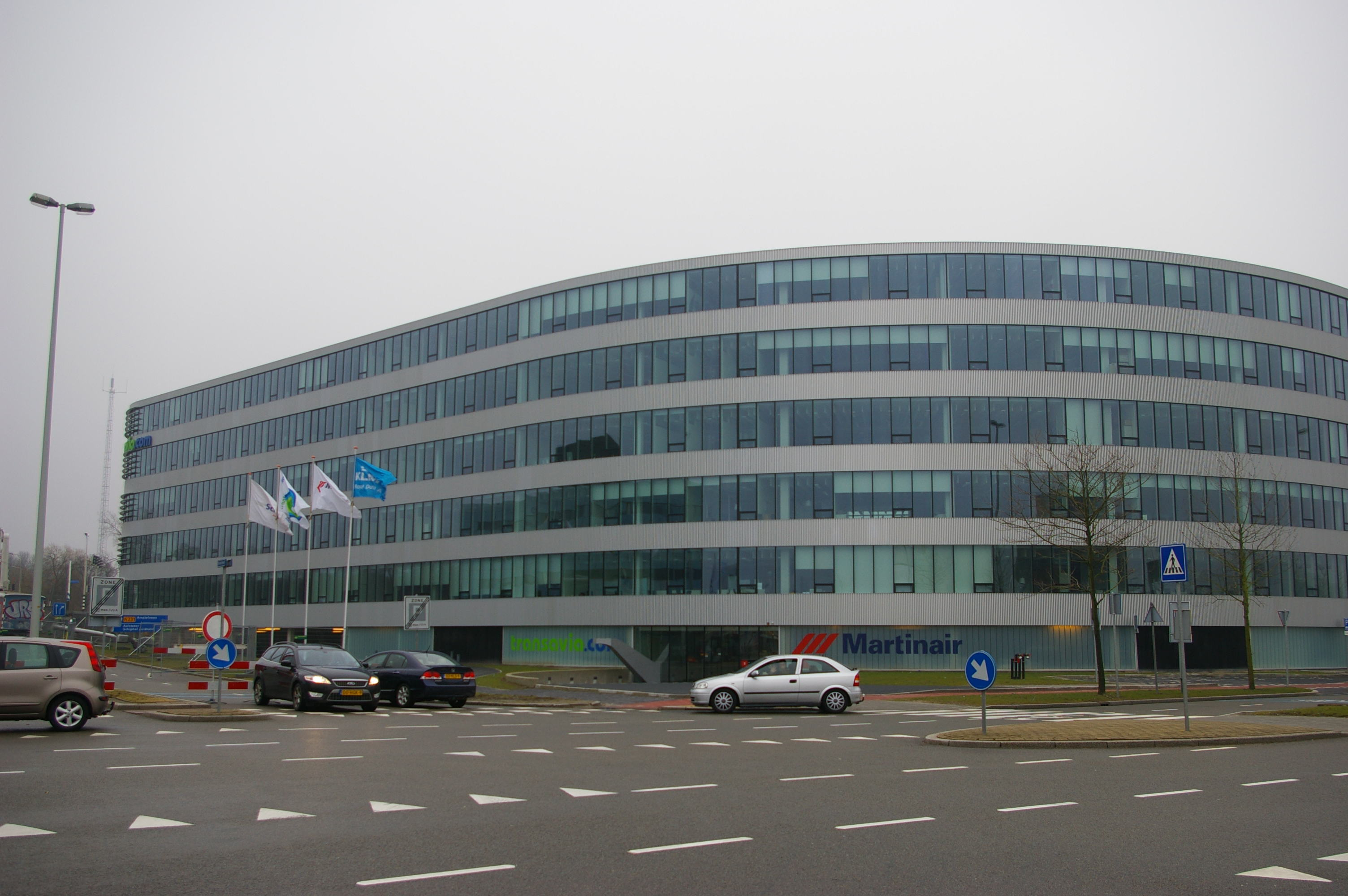
TransPort Building - Hoofdkantoor van Martinair en Transavia, Schiphol-Oost.

Martinair is een Nederlandse luchtvaartmaatschappij die op 24 mei 1958 werd opgericht door Martin Schröder en John Block onder de naam Martin's Air Charter. In 1966 werd de naam gewijzigd in 'Martinair Holland'. Sinds 31 december 2008 maakt Martinair deel uit van de KLM-groep en valt daarmee tevens onder de holding Air France-KLM. Sinds november 2011 is Martinair nog uitsluitend een vrachtmaatschappij. De passagiersdiensten en het bijbehorende personeel zijn overgegaan naar moedermaatschappij KLM.

## Activiteiten
Martinair omvat drie bedrijfsactiviteiten:
Martinair CargoLuchtvrachtvervoerder met vier vliegtuigen. Martinair Cargo is gespecialiseerd in het vervoer van kort houdbare producten zoals snijbloemen, groenten en fruit. Andere vracht bestaat onder meer uit auto's, koeien, paarden en hulpgoederen voor getroffen gebieden. Martinair heeft tevens een netwerk opgebouwd voor aansluitend vrachtvervoer over de weg.
Martinair Flight AcademyOok bekend onder de naam Martinair Vliegschool. Gevestigd op Lelystad Airport en gespecialiseerd in het opleiden van verkeersvliegers voor de KLM Flight Academy.
Regional Jet Center Martinaireen technisch onderhoudsbedrijf voor Embraer-vliegtuigen.

## Leiding
Martinair heeft de volgende president-directeuren gehad:
- Martin Schröder (1958-1998)
- Aart van Bochove (1998-2002)
- Arie Verberk (2002-2007)
- Paul Gregorowitsch (2007-2011)
- Diederik Pen (2011-2012)
- Marcel de Nooijer (2013-2019)
- Adriaan den Heijer (2020-heden)

## Vloot Martinair Cargo

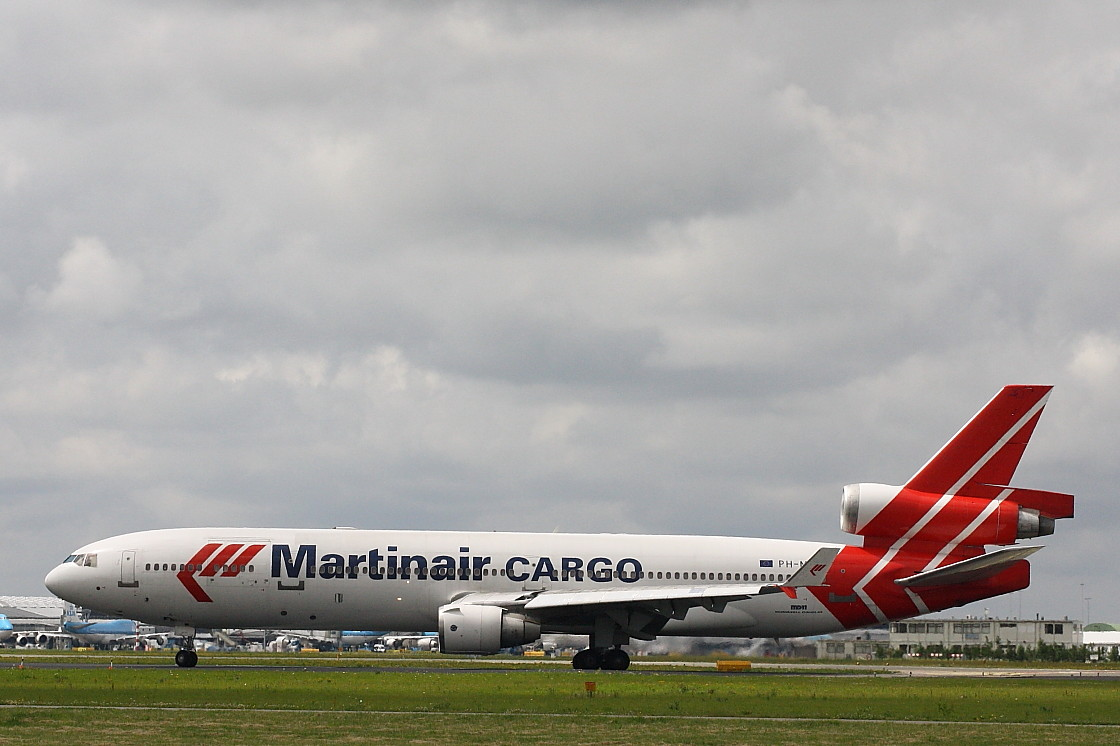
Martinair Cargo MD-11

De vloot van Martinair Cargo bestaat uit de volgende toestellen (januari 2022):
| Type              | Vrachtcapaciteit | Max vliegbereik | Registratie | Opmerkingen |
| ----------------- | ---------------- | --------------- | ----------- | --- |
| Boeing 747-400ERF | 112 ton          | 9200 km         | PH-CKA      | De Eendracht, bouwjaar 2003. Geleased van KLM, in de kleuren van KLM Cargo maar gevlogen door bemanning van Martinair. Callsign van Martinair. |
| Boeing 747-400ERF | 112 ton          | 9200 km         | PH-CKB      | Leeuwin, bouwjaar 2003. Geleased van KLM, in de kleuren van KLM Cargo maar gevlogen door bemanning van Martinair. Callsign van Martinair. |
| Boeing 747-400ERF | 112 ton          | 9200 km         | PH-CKC      | De Oranje, bouwjaar 2004. Geleased van KLM, in de kleuren van KLM Cargo maar gevlogen door bemanning van Martinair. Callsign van Martinair. |
| Boeing 747-400BCF | 107 ton          | 7590 km         | PH-MPS      | Bouwjaar 1990. Het enige toestel in volledige Martinair-kleuren, en met een Martinair-livery, is in 2008 voor Martinair gaan vliegen nadat het als passagiersvliegtuig in dienst is geweest bij Singapore Airlines en Air India. Voordat het werd afgeleverd aan Martinair is het toestel omgebouwd naar een «full-freighter-uitvoering», ook wel «converted freighter» of «CF» genoemd. |

In 2023 maakte Martinair bekend de volledige vloot te zullen gaan vervangen.
De geplaatste order bestaat uit de volgende toestellen:
| Toestel      | In dienst | Registratie | Opmerkingen |
| ------------ | --------- | ----------- | ----------- |
| Airbus A350F | 2026      |             |             |
| Airbus A350F | 2026      |             |             |
| Airbus A350F | 2027      |             |             |
| Airbus A350F | 2027      |             |             |

## Geschiedenis
Eind jaren 50 was het nog vijf uur vliegen naar de eerste bestemming in het buitenland: Palma de Mallorca. De eerste vluchten werden uitgevoerd met een De Havilland DH 104 Dove.
Het eerste straalvliegtuig van de maatschappij, een DC-8, werd in 1967 aangeschaft. Dit bracht het vliegen binnen het bereik van Jan Modaal. Martinair ging op grote schaal chartervluchten uitvoeren, voornamelijk voor de toenemende massa vakantiegangers. Daarnaast groeide het aantal 'bijzondere vluchten', zoals vliegtrips van leden van regering en koningshuis, sportploegen, de zogenaamde 'gipsvluchten' en vluchten van Mekkagangers.
Sinds 1968 was 50% van de Martinair-aandelen in het bezit van de KLM. In 1998 deed KLM een eerste poging de overige aandelen over te kopen van Nedlloyd. De Europese Commissie gaf destijds echter geen toestemming. Men wilde voorkomen dat KLM middels deze overname een monopoliepositie op de Nederlandse markt verkreeg. In 2008 kwam KLM wel tot een overeenkomst met het Deense Maersk, dat sinds 2005 eigenaar was van P&O-Nedlloyd. Sinds 31 december 2008 is Martinair een 100%-dochter binnen de KLM-groep geworden.
In 1969 werden DC-9's aangeschaft, de eerste nieuw bij de fabriek bestelde vliegtuigen. Een nieuwe fase brak aan in 1973 met de aanschaf van vier Douglas DC-10 widebody-toestellen. De aangeschafte versie van deze grote toestellen kon gemakkelijk van passagiers- tot vrachtvliegtuig worden omgebouwd, waardoor de bedrijfsvoering flexibeler werd. Bijna 20 jaar later was Martinair uitgegroeid tot een internationaal opererende lijndienst- en chartermaatschappij en vrachtvervoerder. Samen met de verschillende dochterondernemingen vormen ze de Martinair Holland Groep, waarvan de luchtvaartonderneming nog steeds de belangrijkste poot is. In 1987 werd de eerste Boeing 747-200CF nieuw aangeschaft en in gebruik genomen.
In juni 1992 verkocht Martinair twee DC-10's aan de Koninklijke Luchtmacht. Beide toestellen zijn omgebouwd tot multifunctionele transport- en tankervliegtuigen en medio 1995 in gebruik genomen.
Op 22 december 1994 nam Martinair de opvolger van DC-10 in ontvangst: de McDonnell Douglas MD-11. De machine met staartnummer PH-MCP was tevens de eerste MD-11 ooit geproduceerd in de Convertible Freighter uitvoering, waarbij de machine was uitgerust met een vrachtdeur aan de linkervoorzijde tussen deur 1 en 2. Dit toestel kon dus ingezet worden als full-pax en full-freighter. Later nam Martinair nog eens vijf MD-11's in ontvangst, waarvan drie CF's en twee Full-Freighters. In september 2004 nam Martinair een voormalige Swissair MD-11 in dienst die omgebouwd was naar een vrachtvariant. Dit was de zevende en de laatste MD-11 voor Martinair.
Martinair had in 2004 in totaal 3600 mensen in dienst en vestigingen over de hele wereld. De jaarlijkse omzet bedroeg in dat jaar ongeveer 1 miljard euro, waarvan ruim de helft afkomstig uit het vrachtvervoer. Dochterondernemingen zijn de Martinair Flight Academy (gevestigd op Lelystad Airport) en Tampa Cargo Airlines (57% belang). In juni 2007 werd het aandelenbelang in Tampa Cargo Airlines verkocht.
Dochterondernemingen waren Martinair Partyservice (verkocht in 2006 aan Maison van den Boer), Martinair Promotions (in januari 2008 verkocht aan Zaankracht als onderdeel van Skyjob), MARFO/Martinair Food B.V. (vliegtuigcatering, in januari 2008 verkocht aan het Marfo-management) en Skyjob (uitzendbureau, in januari 2008 verkocht aan Zaankracht).
Na het einde van zomerseizoen 2007 ging Martinair zich alleen op intercontinentale bestemmingen en vrachtvluchten richten. Hierdoor moesten drie Airbus A320-toestellen de Martinair-vloot verlaten. Deze drie toestellen vertrokken op 2 november 2007 vanaf Schiphol richting Frankfurt en zijn daar ontdaan van hun Martinair-kleuren.
Op 1 maart 2008 zegde Martinair zijn laatste Boeing 747 Classic vaarwel. De verouderde Boeing 747-200-toestellen zijn vervangen door modernere Boeing 747-400s, die zijn omgebouwd tot vrachtvliegtuig (747-400BCF). Ook vliegen de drie 747-400ERF toestellen van KLM bij Martinair.
Op 23 september 2010 werd bekendgemaakt dat Martinair zou stoppen met het vervoeren van passagiers. Als reden werd een gebrek aan schaalgrootte aangegeven. Op 31 oktober 2011 is de laatste Martinair passagiersvlucht geland op Schiphol. Daarna ging Martinair verder als luchtvrachtvervoerder binnen de KLM-groep. Hiermee kwam er na 53 jaar een einde aan passagiersvervoer door Martinair. Jaarlijks vervoerde Martinair circa 3 miljoen passagiers naar zo'n 50 bestemmingen wereldwijd.
In juli 2014 werd bekendgemaakt dat Air France-KLM Martinair Cargo in de verkoop wil doen. Het Russische luchtvrachtbedrijf Volga-Dnepr heeft belangstelling getoond. De routes van Martinair naar Afrika en Zuid-Amerika zijn voor het bedrijf interessant vanwege de afnemende groei van de Chinese economie. In 2014 was Volga-Dnepr al in een vergevorderd stadium met Air France-KLM over Martinair, maar er kwam geen overeenkomst.
Begin 2015 werd bekendgemaakt dat Martinair de vrachtvloot ging reduceren van tien naar vier toestellen. KLM ging meer vracht vervoeren in het bagageruim van passagierstoestellen en dit moest leiden tot kostenbesparingen.
In 2016 nam Martinair op 8 juli afscheid van zijn laatste MD-11 – tevens de eerste MD-11 geleverd aan de luchtvaartmaatschappij. De PH-MCP werd ceremonieel uitgevlogen met een fly-by over Schiphol Oost en zette zijn reis voort naar de Verenigde Staten, waar hij op Southern California Logistics Airport in de Mojavewoestijn zijn laatste landing maakte om te worden ontmanteld en gesloopt.

## Ongevallen
- Op 4 december 1974 verongelukte een Douglas DC-8 van Martinair onderweg naar de landing in Colombo te Sri Lanka. Het vliegtuig vloog tegen een berg en alle inzittenden, 184 Indonesische passagiers (pelgrims onderweg naar Mekka) en 7 Nederlandse bemanningsleden, kwamen om het leven.

- Op 21 december 1992 verongelukte een Douglas DC-10 tijdens de landing op het vliegveld van Faro in het zuiden van Portugal. Het toestel had 13 bemanningsleden en 327 passagiers aan boord, die de kerstvakantie aan de Algarve wilden doorbrengen. In totaal kwamen 56 mensen om het leven, waarvan 2 bemanningsleden.